# Rouvray, Eure

Rouvray este o comună în departamentul Eure, Franța. În 1 ianuarie 2022 avea o populație de 257 de locuitori.